# تراویس لزلی
تراویس لزلی (انگلیسی: Travis Leslie؛ زادهٔ ۲۹ مارس ۱۹۹۰) بازیکن بسکتبال اهل ایالات متحده آمریکا است.
از باشگاه‌هایی که در آن بازی کرده‌است می‌توان به لس آنجلس کلیپرز اشاره کرد.